# Indijski lotos
Indijski lotos (lat. Nelumbo nucifera ) je vodena zeljasta biljka koja raste u vodama toplih predjela Azije (Indija i Vijetnam), Afrike i sjeveroistočne Australije. Posjeduje debele i okrugle listove i ružičaste cvjetove. Sjemenje sadrži škrob i rabe se u prehrani. 
U mitologiji, lotos je biljka čijim su se plodovima hranili Lotofazi, narod stare Afrike. Tko bi okusio njene plodove - zauvijek bi ostao u zemlji Lotofaga.